# بير داهل (لاعب هوكي جليد)
بير داهل (بالنرويجية البوكمول: Per Dahl)‏ هو لاعب هوكي جليد نرويجي، ولد في 21 مارس 1916، وتوفي في 17 فبراير 1989.

## وصلات خارجية
- بير داهل على موقع EliteProspects.com (الإنجليزية)
- بير داهل على موقع أوليمبيديا (الإنجليزية)